# Bondage Fairies
Pour le groupe musical suédois, voir Bondage Fairies (groupe).
Bondage Fairies (ボンデージフェアリーズ, Bondage Fairies) est un manga érotique mettant en scène des fées humanoïdes. 

## Synopsis
La série raconte l'histoire de deux fées de la forêt, Pfil (prononcé comme p'fill ou « fill », comme le prénom masculin Phil) et Pamila, membres du corps des chasseurs appelé « police des fées », bien que toutes les histoires ne les mettent pas en scène en tant que personnages principaux. Pfil est plus naïf et innocent, tandis que Pamila est plus mûre et ouverte sur le plan sexuel, bien que tous deux se livrent fréquemment et facilement à toutes sortes d'actes sexuels. Le contenu sexuel varie des rapports sexuels à la masturbation, au sexe lesbien, au fétichisme, au bondage et à la zoophilie (avec des animaux, y compris des oiseaux et des insectes). Les histoires mettent souvent en scène les deux fées qui sauvent la forêt tout en se livrant à divers actes sexuels. Le manga comprend souvent de petites sections éducatives intitulées Pfil's Educational Comics Corner, avec des sujets allant du comportement des insectes à l'anatomie humaine.

## Développement
À l'origine, il s'agit d'une série publiée dans le magazine Young Lemon de l'éditeur Kubo Shoten en 1990, sous le titre Insect Hunter. Le manga est dessiné par Teruo Kakuta (nom de plume « Kondom »). La série est ensuite publiée aux États-Unis avec un texte traduit en anglais. Elle fait partie des premiers mangas sexuellement explicites (eromanga) publiés aux États-Unis, où elle date de 1994,. Jason Thompson dans Manga : The Complete Guide, Jason Thompson mentionne qu'il s'agit du « premier manga pour adultes traduit à succès ».
Des traductions sont également réalisées en suédois (Epix Förlag), en allemand (BD Erotix), en français (Bdérogène) et en italien (E.F. edizioni). Une autre nouvelle (Nest Massacre) est publiée par Kubo Shoten dans le recueil de nouvelles Hontō wa Eroi Otogi Banashi publié par Kondom en 2005. En 2006, un recueil de nouvelles intitulé Cruel Sisters est publié au Japon, contenant The Original Bondage Fairies et sept nouvelles rééditées de Fairy Fetish. 